# Generoso Jodice
Generoso Jodice (Portico di Caserta, 27 dicembre 1905 – 18 dicembre 1973) è stato un politico italiano.
Di professione avvocato, già consigliere comunale a Marcianise, è stato eletto senatore nelle liste del Partito Socialista Italiano dal 1958 al 1968 per due legislature (III e IV).